# .pa
Pour les articles homonymes, voir PA.

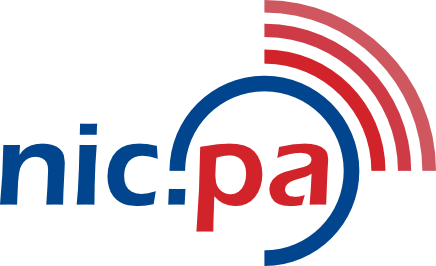
Logo de nic, organisme gérant les inscriptions sur le domaine .pa

.pa est le domaine de premier niveau national (country code top level domain : ccTLD) réservé au Panama.